# Jožko Lukeš
Jožko Lukeš (tudi Josip in Joško Lukeš), slovenski gledališki in filmski igralec, pisec radijskih iger, * 27. oktober 1920, Maribor, † 25. januar 1993, Šempeter pri Gorici.

## Življenjepis
V Mariboru sta se 27. oktobra 1920 kot druga otroka materi Heleni Rojnik in očetu Franju Lukešu rodila dvojčka Bogomir (tudi Boško) in Josip (kasneje bolj znan kot Jožko oz. Joško). Vsi otroci so od očeta Čeha, uradnika in narednika vojaške godbe (harfa) podedovali  umetniški dar, ki sta ga dvojčka razvila vsak na svoj način: Boško je v mariborski operi kot tenorist odpel nekaj naslovnih vlog, Jožko pa se je posvetil gledališki igri, režiji otroških del ter priredbi in pisanju radijskih iger. Nekaj vlog je odigral tudi v filmu, na radiu in televiziji. Kasneje se je staršema rodila še hčerka Helena (Luška), ki je igrala harfo v mariborski, kasneje pa ljubljanski operi.
Prve korake na odru je Jožko naredil leta 1937 v češkem Klubu mladjeh in pri Avantgardnem gledališču Frana Žižka, kasneje pa v Ljudskem odru. Šolal se je pri režiserju Jožetu Koviču ter v šoli Vladimirja Skrbinška. V Skrbinškovi šoli je leta 1940 nastopil v predstavi Konec poti, v kateri je poleg Jožka Lukeša v vlogi Stankopa nastopalo še več kasneje uveljavljenih gledaliških umetnikov.
Družino Lukeš so med vojno izgnali v Slavonsko Požego, od koder so se preselili k sorodnikom v Sarajevo, kasneje pa v Zagreb. Vojni čas ni bil naklonjen mladim, vendar je Jožko Lukeš vedno iskal možnosti, da bi nastopal in razvil svoj talent. Njegovo ime najdemo v Sarajevskem kazalištu (sezona 1941/42). Pomembnejše vloge je dobil šele po koncu vojne, ko se je vrnil v rodni kraj. Začel je v sindikalni skupini, v gledališki skupini brigad na progi Brčko Banovići ter se zaposlil v Slovenskem narodnem gledališču v Mariboru v sezoni 1945/46. A po kratkem in uspešnem debiju je odpotoval v Trst, kjer so v obnovljenem slovenskem gledališču potrebovali mlade moči. Tu se je poročil z Nevo Lukeš, novinarko Primorskega dnevnika in kasneje radia Koper.
Na tržaške deske je prvič stopil  konec leta 1946, ko je v režiji Modesta Sancina zaigral v vlogi Linhartovega Matička. V Slovenskem narodnem gledališču v Trstu (kot se je takrat imenovalo Slovensko stalno gledališče), na radiu, filmu in televiziji je odigral približno 300 vlog in v gledališču režiral 20 iger, večinoma namenjenih otroški publiki, podobno tudi na radiu. Upokojil se leta 1980 kot član tržaškega Slovenskega stalnega gledališča. Tudi po upokojitvi je odigral še nekaj vlog v Trstu, Novi Gorici in Mariboru. 
Igral je tudi na tržaškem, koprskem in ljubljanskem radiu ter na slovenski televiziji in filmu. Odmevni sta bili njegovi interpretaciji kmeta Kalarja v Cvetju v jeseni ter zdravnika Brinarja v Idealistu. Posebno skrb je posvečal poučevanju dikcije in osnov odrske igre v tržaških slovenskih šolah ter vzgoji mladih igralcev. Odlikoval se je po svojem žametnem glasu in umetniško dovršeni interpretaciji slovenskih in tujih pesnikov, umetniško intuicijo in globino je pokazal tudi v samostojnem recitalu odlomkov iz Shakespearovih del, ki ga je leta 1966 predstavil na odru tržaškega gledališča (režija Branko Gombač) in posnel na radiu Trst A ter na radiu Ljubljana (danes Radio Slovenija).
Napisal je 31 izvirnih radijskih iger, predvsem z mladinsko tematiko, priredil in dramatiziral za radio pa je več kot 60 del slovenske in svetovne literature. Nekaj njegovih radijskih iger so prevedli v italijanščino in srbohrvaščino ter jih predvajali na radiu Trst A, Ljubljana, Koper, Maribor, Zagreb, Sarajevo in Ohrid. Napisal in režiral je tudi gledališko igro Prgišče zemlje (1961). Delo obravnava probleme razlaščanja slovenskih kmetov v okolici Trsta, utapljanja v tujstvu ter politično razcepljenost Slovencev. Italijanske oblasti so močno ovirale uprizoritev omenjenega dela, a končno so igro uspešno predstavili domači publiki kot tudi na Sterijinem pozorju v Novem Sadu. Igro je Jožko Lukeš priredil tudi za radio.
Pet izvirnih radijskih iger je objavil v knjigi Igra za vse življenje, ki je izšla leta 1990 v Kopru  pri knjižni zbirki revije Fontana.
Jožko Lukeš je umrl 25. januarja 1993 v Šempetru pri Gorici, pokopan je v družinskem grobu v Mariboru.

### Nekaj odmevnejših vlog v tržaškem slovenskem gledališču
- Maks (1947) in župnik (1965) v Cankarjevi igri Kralj na Betajnovi
- Komar (1948) in župnik (1965) v Cankarjevih Hlapcih
- Aleksij pl. Gornik (1951) v Cankarjevi igri Za narodov blagor
- Prešeren (1964) v Kreftovi igri Po brezkončni poti
- Linhart (1954) v Kreftovi igri Kranjski komedijanti
- dr. Minsky (1965) v igri Primoža Kozaka Dialogi
- Gabrijel (1968) v igri Primoža Kozaka Kongres
- Corvino (1954) v igri Bena Johnsona Volpone
- Cleante (1948) v Molierovem Skopuhu
- Herman II (1977) v Župančičevi igri Veronika Deseniška
- Boris A. Trigorin (1957) v Čehovi igri Utva
- Čebutkin (1968) v Čehovi igri Tri sestre
- Marmeladov (1958) v igri Dostojevskega Zločin in kazen
- Luka (1966) v igri Maksima Gorkega Na dnu
- Mitrič (1970) v Tolstojevi igri Moč teme
- Teiresias (1971) v Smoletovi Antigoni
- Klavdij (1961) v Shakespearovem Hamletu
- Othello (1963) v istoimenskem Shakespearovem delu
- Martinek Spak (1948) in Krjavelj (1959) v Jurčičevem Desetem bratu
- Brat Bartolomej (1970) v Silonejevi igri Prigode ubogega kristjana
- Cupiello (1974) v igri Edoarda de Filippa Božič pri Cupiellovih
- Belcredi (1956) v Pirendellovi igri Henrik IV
- Weller Martin (1981) v igri Daniela L. Coburna Partija remija
- Luigi Lapaglia (1975) v igri Alda Nicoloja Stara garda

### Nagrade in priznanja za gledališke stvaritve
- 1946 - nagrada Ministrstva za prosveto in kulturo za izreden umetniški napredek in uspele kreacije
- 1959 - Sterijina nagrada v Novem Sadu za vlogo Jurja Mačka v predstavi Pekel je vendar pekel Josipa Tavčarja
- 1961 - Prvomajska nagrada za vlogo strička Blagoja v Nušičevi igri  Dr.
- 1963 - Prvomajska nagrada za vlogo Charleya v Smrti trgovskega potnika Arthurja Millerja
- 1967 - Sterijina nagrada v Novem Sadu za vlogo Jeremije v drami Ne vedno kakor lastovke Filiberta Benedetiča
- 1968 - nagrada Prešernovega sklada za vlogo g. Barranca v Pirandellovi komediji Saj ni zares
- 1968 - pohvala v okviru prvomajskih nagrad za vlogo gospoda Barranca v Saj ni zares  L. Pirandella
- 1981- Združenje aktivistov osvobodilnega gibanja na Tržaškem ozemlju mu podeli značko kot priznanje in zahvalo za požrtvovalno delo

### Filmske vloge
- Partizan v filmu Akcija (1960), režija Jane Kavčič
- Epizodna vloga v seriji Bratovščina Sinjega galeba (1969), režija France Štiglic
- Kalar v filmu Cvetje v jeseni (1973), režija Matjaž Klopčič
- Zdravnik Brinar v filmu Idealist (1976), režija Igor Pretnar
- Starec v filmu Bele trave (1976), režija Boštjan Hladnik
- Trgovec v filmu Draga moja Iza (1979), režija Vojko Duletić
- Slepi Conti v filmu Iskanja po delu Izidora Cankarja (1979), režija Matjaž Klopčič
- Ravnatelj v italijanskem filmu Un anno di scuola po delu Giannija Stuparicha (1977), režija Franco Giraldi

### Nekaj vlog na RTV Slovenija
- Ferondo in oče Rustico v Dekameronu – epizoda O opatu in duši v vicah ter epizoda O spovedi gospoda Ciappelletta (1970), režija Vaclav Hudeček
- Teireisiasa v Smoletovi Antigoni (1971), režija Mile Korun
- Zdravnik v filmu Strici so mi povedali (1984), režija France Štiglic
- Luigi Lapaglia v igri Stara garda (1975), režija Mario Uršič
- Mahor Kacafura, birič v Pregljevih Tolmincih (1973), režija Jože Babič
- Prvi Ljubljančan, sindikalni izletnik v Kmeclovih Mutastih bratih (1982), režija Jože Babič
- Oče v Krmpotičevi Kako zelo bežijo leta, dragi
- Matjaževec v igri Jenka Vurnika Jeprski učitelj
- G. Barranco (1968) v Pirandellovem Saj ni zares
- Brauer v Svevovem Potegavščine

### Nekaj vlog na radiu
Blephiros (Aristofan, Zborovalke), naslovna (Držić, Tripče de Utolče), plemič Hans ( Držić-Rupel, Boter Andraž), Aleksander (Vega, Prebrisana norica), Filiberto (Goldoni, Tast po sili), Tartaglia (Gozzi, Ptiček zelenček), sir Peter Teazle (Sheridan, Šola za obrekovanje), naslovna (Sofokles, Kralj Ojdip), markiz Posa (Schiller, Don Carlos), naslovna (Rostand, Cyrano de Bergerac), Satin (Gorki, Na dnu), Dick Forest (London, Mala gospa velikega doma), stari Kafon (Silone, Fontamara), J. Gross (Havel, Memorandum), on (Rižarna, F. Benedetič in M. Košuta) Blefaro (Plautus, Amfitruo) …

### Nekaj izvirnih radijskih iger
Avtobus potepuh, Bonifacij Suhobeder in Anastazij Cmok, detektiva, Dedek in njegova harfa, Deklica šla je po vodo,  Deset minut pred dvanajsto, Kadar se ustavi ura, Kadar zapoje harfa, Mučeniki tržaške Rižarne, Na robu življenja, Noč po jubileju, Ogledalo resnice, Otroci, otroci vsega sveta, Otroci iz Blatnega dola, Papagajček Koko, Pismo v morju, Sence preteklosti, Srčna desetica, Sreča na štirih kolesih, Stari ribič in njegova barka, Škarje, nože, lonce in marele, Vanček in njegovi šulni, Veter mi je povedal, Zlata slepota …

### Nagrade za izvirne radijske igre
- Nagrada radijskega natečaja radia Ljubljana (1962), za Zlomljeno kitaro. Delo je bilo objavljeno v Jadranskem koledarju 1965
- Nagrada radijskega natečaja radia Trst A (1964) za igro Miramarski vodnjak želja
- Nagrada radijskega natečaja radia Trst A (1972) za igro Stari ford
- Nagrada v Sarajevu na Takmičenju jugoslovenske radio drame za djecu (1974) za igro Uporna letala

### Nekaj dramatizacij in priredb za radio
Kersnik, Testament; Cankar, Sosed Luka; Pregelj Božji mejniki; Jalen, Ograd; Kosmač, Pomladni dan; Gogolj,Mrtve duše; Puškin, Pikova dama in Stotnikova hči; A. Dumas jr Črni tulipan.…
Za otroke je dramatiziral: Stevenson, Otok zakladov; Verne, Petnajstletni kapitan; Twain, Pustolovščine Toma Sawyerja, Pustolovščine Huckleberryja Finna ter Kraljevič in berač; Meško, Ciganček; Vandot, Kekec nad samotnim breznom; Seliškar, Velika gala predstava in Jadra na robu sveta; Pečjak, Drejček in trije Marsovčki; Roš, Gojko in Cvetka; Karl May, Winetou; Fran Levstik, Martin Krpan; Sienkiewicz, V puščavi in goščavi; Leopold Suhodolčan Skriti dnevnik